# US Open 1996
Die 116. US Open 1996 waren ein internationales Tennisturnier und fanden vom 26. August bis zum 9. September 1996 im USTA Billie Jean King National Tennis Center im Flushing-Meadows-Park in New York, USA statt.
Titelverteidiger im Einzel waren der Pete Sampras bei den Herren sowie Steffi Graf bei den Damen. Im Herrendoppel waren Todd Woodbridge und Mark Woodforde, im Damendoppel Gigi Fernández und Natallja Swerawa die Titelverteidiger. Meredith McGrath und Matt Lucena waren die Titelverteidiger im Mixed.
In diesem jahr konnten vor allem die Titelverteidiger auftrumpfen. Pete Sampras schlug im Finale seinen Landsmann Michael Chang in drei Sätzen. Bei den Damen kam es zu einer Neuauflage des Finals von 1995. Steffi Graf verteidigte ihren Titel erfolgreich gegen Monica Seles.
Im Herren- als auch im Damendoppel wurde der Titel ebenfalls verteidigt: Todd Woodbridge und Mark Woodforde schlugen das Duo Jacco Eltingh / Paul Haarhuis in einem umkämpften Finale in 3 Sätzen.
Bei den Damen waren Gigi Fernández und Natallja Swerawa gegen Arantxa Sánchez Vicario und Jana Novotná ebenfalls in 3 Sätzen erfolgreich.
Einzig beim Mixed-Doppel wurde der Titel nicht verteidigt: Lisa Raymond und Patrick Galbraith bezwangen im Finale Manon Bollegraf und Rick Leach in zwei Sätzen.

## Herreneinzel
Sieger:  Pete Sampras
Finalgegner:  Michael Chang
Endstand: 6:1, 6:4, 7:6

### Setzliste
| Nr. | Spieler            | Erreichte Runde |
| --- | ------------------ | --------------- |
| 01. | Pete Sampras       | Sieg            |
| 02. | Michael Chang      | Finale          |
| 03. | Thomas Muster      | Viertelfinale   |
| 04. | Goran Ivanišević   | Halbfinale      |
| 05. | Richard Krajicek   | 1. Runde        |
| 06. | Andre Agassi       | Halbfinale      |
| 07. | Jewgeni Kafelnikow | Rückzug         |
| 08. | Jim Courier        | Rückzug         |
| 09. | Wayne Ferreira     | 1. Runde        |

| Nr. | Spieler            | Erreichte Runde |
| --- | ------------------ | --------------- |
| 10. | Marcelo Ríos       | 2. Runde        |
| 11. | MaliVai Washington | 2. Runde        |
| 12. | Todd Martin        | 3. Runde        |
| 13. | Thomas Enqvist     | Achtelfinale    |
| 14. | Albert Costa       | 1. Runde        |
| 15. | Marc Rosset        | 1. Runde        |
| 16. | Cédric Pioline     | 3. Runde        |
| 17. | Félix Mantilla     | 2. Runde        |

## Dameneinzel
Siegerin:  Steffi Graf
Finalgegnerin:  Monica Seles
Endstand: 7:5, 6:4

### Setzliste
| Nr. | Spielerin               | Erreichte Runde |
| --- | ----------------------- | --------------- |
| 01. | Steffi Graf             | Sieg            |
| 02. | Monica Seles            | Finale          |
| 03. | Arantxa Sánchez Vicario | Achtelfinale    |
| 04. | Conchita Martínez       | Halbfinale      |
| 05. | Iva Majoli              | 1. Runde        |
| 06. | Anke Huber              | 1. Runde        |
| 07. | Jana Novotná            | Viertelfinale   |
| 08. | Lindsay Davenport       | Achtelfinale    |
| 09. |                         |                 |

| Nr. | Spielerin               | Erreichte Runde |
| --- | ----------------------- | --------------- |
| 10. | Kimiko Date             | 1. Runde        |
| 11. |                         |                 |
| 12. | Magdalena Maleewa       | 1. Runde        |
| 13. | Brenda Schultz-McCarthy | 2. Runde        |
| 14. | Barbara Paulus          | 3. Runde        |
| 15. | Gabriela Sabatini       | 3. Runde        |
| 16. | Martina Hingis          | Halbfinale      |
| 17. | Karina Habšudová        | Achtelfinale    |

## Herrendoppel
Sieger:  Todd Woodbridge &  Mark Woodforde
Finalgegner:  Jacco Eltingh &  Paul Haarhuis
Endstand: 4:6, 7:6, 7:6

### Setzliste
| Nr. | Paarung                        | Erreichte Runde |
| --- | ------------------------------ | --------------- |
| 01. | Mark Woodforde Todd Woodbridge | Sieg            |
| 02. | Byron Black Grant Connell      | 1. Runde        |
| 03. | Mark Knowles Daniel Nestor     | 1. Runde        |
| 04. | Guy Forget Jakob Hlasek        | Halbfinale      |
| 05. | Jonas Björkman Nicklas Kulti   | 1. Runde        |
| 06. | Ellis Ferreira Jan Siemerink   | 2. Runde        |
| 07. | Sébastien Lareau Alex O’Brien  | Viertelfinale   |
| 08. | Jacco Eltingh Paul Haarhuis    | Finale          |

| Nr. | Paarung                           | Erreichte Runde |
| --- | --------------------------------- | --------------- |
| 09. | Libor Pimek Byron Talbot          | 2. Runde        |
| 10. | Petr Korda Cyril Suk              | 1. Runde        |
| 11. |                                   | Rückzug         |
| 12. | Luis Lobo Javier Sánchez          | Viertelfinale   |
| 13. | Mark Philippoussis Patrick Rafter | Halbfinale      |
| 14. | David Prinosil Daniel Vacek       | 1. Runde        |
| 15. | Trevor Kronemann David Macpherson | Viertelfinale   |
| 16. | Jiří Novák David Rikl             | 1. Runde        |

## Damendoppel
Siegerinnen:  Gigi Fernández &  Natallja Swerawa
Finalgegnerinnen:  Arantxa Sánchez Vicario &  Jana Novotná
Endstand: 1:6, 6:1, 6:4

### Setzliste
| Nr. | Paarung                                  | Erreichte Runde |
| --- | ---------------------------------------- | --------------- |
| 01. | Jana Novotná Arantxa Sánchez Vicario     | Finale          |
| 02. | Gigi Fernández Natallja Swerawa          | Sieg            |
| 03. |                                          |                 |
| 04. | Martina Hingis Helena Suková             | Halbfinale      |
| 05. | Nicole Arendt Manon Bollegraf            | Viertelfinale   |
| 06. | Lori McNeil Gabriela Sabatini            | Halbfinale      |
| 07. | Lisa Raymond Rennae Stubbs               | 2. Runde        |
| 08. | Brenda Schultz-McCarthy Nathalie Tauziat | 1. Runde        |
| 09. | Katrina Adams Mariaan de Swardt          | 2. Runde        |

| Nr. | Paarung                                  | Erreichte Runde |
| --- | ---------------------------------------- | --------------- |
| 10. | Elizabeth Smylie Linda Wild              | 1. Runde        |
| 11. | Yayuk Basuki Caroline Vis                | Achtelfinale    |
| 12. | Kristie Boogert Irina Spîrlea            | Achtelfinale    |
| 13. | Zina Garrison-Jackson Pam Shriver        | 1. Runde        |
| 14. | Conchita Martínez Patricia Tarabini      | Achtelfinale    |
| 15. | Rika Hiraki Nana Miyagi                  | Achtelfinale    |
| 16. | Debbie Graham Kristine Radford           | Achtelfinale    |
| 17. | Alexia Dechaume-Balleret Sandrine Testud | Achtelfinale    |

## Mixed

### Setzliste
| Nr. | Paarung                        | Erreichte Runde |
| --- | ------------------------------ | --------------- |
| 01. | Mark Woodforde Larisa Neiland  | Achtelfinale    |
| 02. | Cyril Suk Helena Suková        | Viertelfinale   |
| 03. | Patrick Galbraith Lisa Raymond | Sieg            |
| 04. | Rick Leach Manon Bollegraf     | Finale          |

| Nr. | Paarung                    | Erreichte Runde |
| --- | -------------------------- | --------------- |
| 05. | Libor Pimek Irina Spîrlea  | 1. Runde        |
| 06. | Byron Talbot Caroline Vis  | Viertelfinale   |
| 07. | Joshua Eagle Rennae Stubbs | Viertelfinale   |
| 08. | Mark Keil Lori McNeil      | 1. Runde        |

Sieger:  Lisa Raymond &  Patrick Galbraith
Finalgegner:  Manon Bollegraf &  Rick Leach
Endstand: 7:6, 7:6